# Ортейг, Реймонд

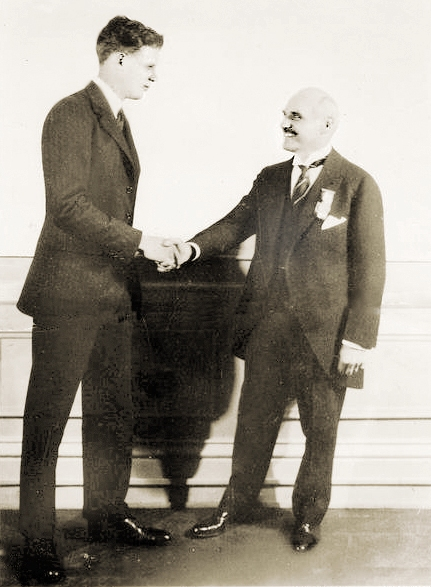
Чарльз Линдберг и Реймонд Ортейг (справа). Нью-Йорк, 14.06.1927 г.

Реймонд Дезире Ортейг (англ. Raymond Désiré Orteig; 1870, Луви-Жюзон, Аквитания (Франция) — 6 июня 1939, Нью-Йорк, США) — американский бизнесмен французского происхождения, учредивший приз за трансатлантический перелёт между Нью-Йорком и Парижем.

## Биография
В 1882 году прибыл в Америку и поселился у своего дяди в Нью-Йорке. Со временем стал владельцем 2-х отелей «Hotel Lafayette» и «Brevoort Hotel» в Гринвич-Виллидже на Нижнем Манхэттене.
Будучи состоятельным нью-йоркским бизнесменом, 19 мая 1919 года владелец отелей Реймонд Ортейг на торжественном собрании, устроенном в честь Эдди Рикенбекера, самого результативного американского аса Первой мировой войны, предложил 25 000 долларов призового фонда первому лётчику, который в течение 5 лет совершит беспосадочный полёт из Нью-Йорка в Париж. Несмотря на то, что по тем временам это было довольно щедрое предложение, считается что он практически ничем не рисковал, учитывая то, что на тот момент в мире не было ни одного самолета, с помощью которого можно было бы осуществить трансатлантический перелёт.
На объявление этого приза Ортейга вдохновило послевоенное франко-американское сотрудничество. Результатом стали девять независимых попыток перелететь через Атлантический океан. Пытаясь его выиграть, погибли или были ранены несколько пилотов. В 1924 году Ортейг продлил действие призового фонда его имени.
Трансатлантический перелёт удалось совершить Чарльзу Линдбергу, который 20 мая 1927 года, взял старт на Гарден-Сити, Лонг-Айленд, Нью-Йорк и 21 мая приземлился в Ле-Бурже под Парижем, став таким образом, обладателем приза Реймонда Ортейга и национальным героем США.